# La Revue blanche

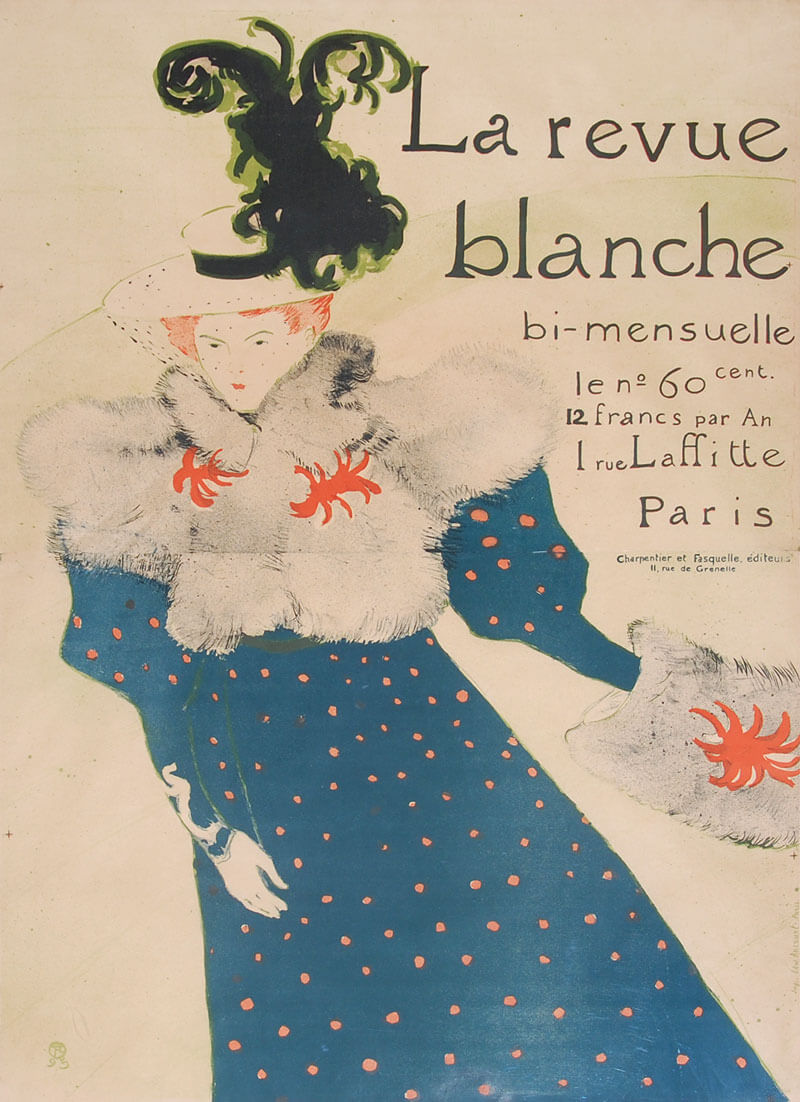
Illustration de Toulouse-Lautrec pour La Revue blanche (1895).

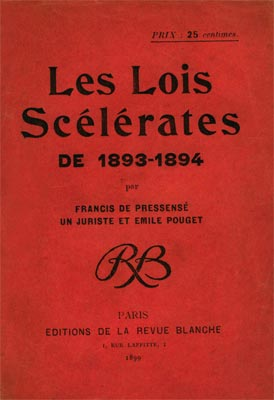
Les Lois scélérates de 1893-1894, Francis de Pressensé, Léon Blum et Émile Pouget, Éditions de La Revue blanche, 1899.

La Revue blanche (1889-1903) est une revue littéraire et artistique belge puis française, de sensibilité anarchiste, à laquelle collaborèrent beaucoup parmi les plus grands écrivains et artistes de langue française de l'époque.

## Histoire

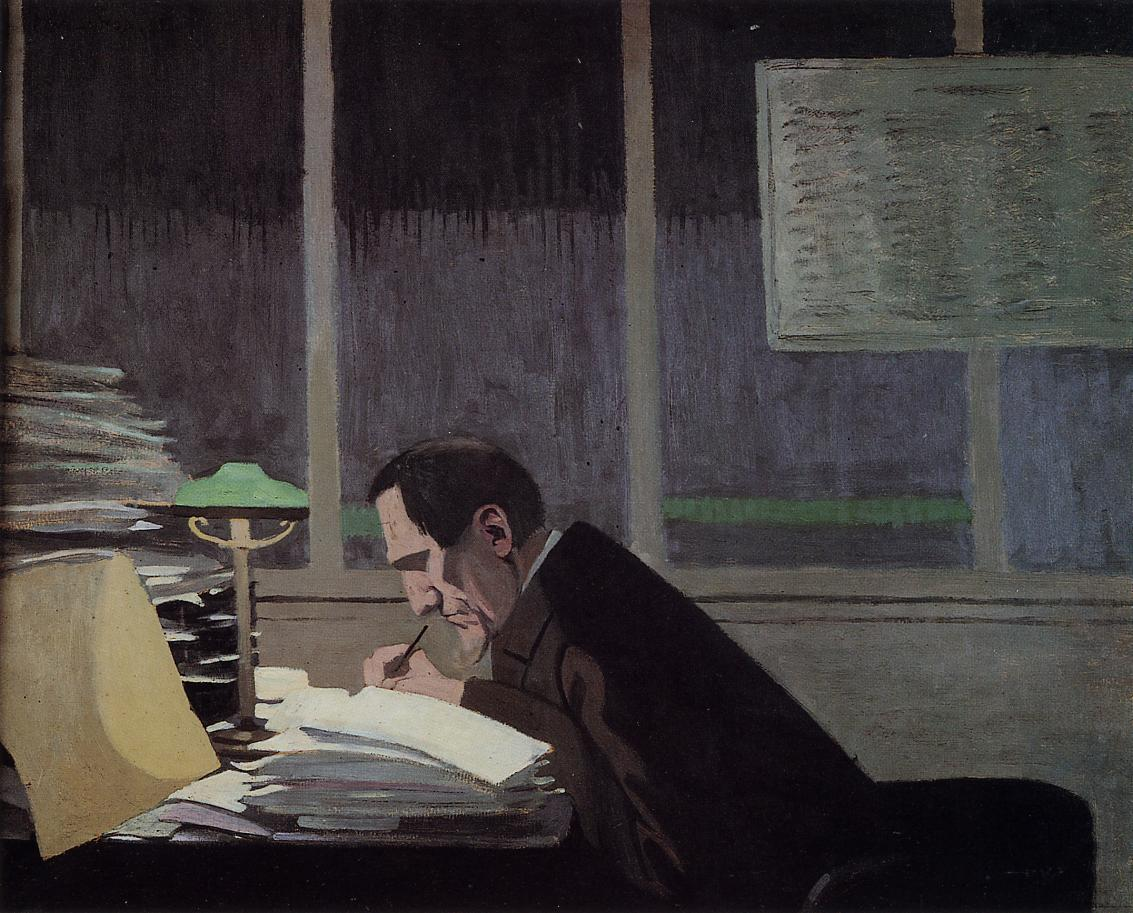
Félix Fénéon à la Revue blanche (1896), gouache sur carton de Félix Vallotton.

Elle fut fondée initialement à Liège en décembre 1889 par les trois frères Natanson (Alexandre, Thadée et Louis-Alfred, dit Alfred Athis). On trouve dans l'équipe de départ Paul Leclercq et son frère Charles (signant « Claude Céhel »). Après deux ans, la revue s'installe à Paris en octobre 1891 au 19 rue des Martyrs où elle se pose en rivale du Mercure de France, d'où son nom qui marquait la différence avec la couverture mauve du Mercure. L'épouse de Thadée, Misia, participe au lancement parisien de la revue et sert de modèle à quelques couvertures : la revue commence dès 1893 à comporter dans chaque livraison un frontispice, Pierre Bonnard (1894) et Toulouse-Lautrec (1895) en font l'affiche. Les secrétaires de rédaction furent le critique Lucien Muhlfeld, puis Léon Blum et, surtout et enfin, l'exigeant Félix Fénéon de 1896 à 1903. 
À partir de l'été 1893, avec le no 21-22, des lithographies et des bois gravés, en couleurs ou en noir sont proposées en prime. Les artistes convoqués au fil des mois sont Ker-Xavier Roussel, Édouard Vuillard, Maurice Denis, Paul Ranson et Pierre Bonnard. André Marty se propose d'éditer les estampes au sein de L'Album de la Revue Blanche. En 1894, l'album s'enrichit d'une nouvelle série d'estampes signées Vuillard, Félix Vallotton, Toulouse-Lautrec (Têtes d'acteurs, mars 1895), Roussel, Paul Sérusier, Odilon Redon (Cheval ailé, juin 1895), Henri-Gabriel Ibels, József Rippl-Rónai, Bonnard, Charles Cottet, Ranson, Maurice Denis (La Visitation, décembre 1895). Après 1895, aucun album n'est édité, mais c'est Vallotton qui, parmi les artistes précédemment cités, fournira la plupart des vignettes sous forme de bois gravés à la revue ; d'autres artistes sont également intervenus comme Edmond Aman-Jean, Alfred Jarry, Pilotell, Paul Verlaine (dessins), sans compter des photographes,,.
Porte-parole de l'intelligentsia culturelle et artistique de l'époque, la revue apporte sa contribution à l'affaire Dreyfus à partir de 1898, à l'instigation de Lucien Herr, prenant parti pour le capitaine accusé de trahison. 
C'est aussi dans les colonnes de La Revue blanche que parut en feuilleton, en 1900, Le Journal d'une femme de chambre d'Octave Mirbeau, puis Bubu de Montparnasse (1901) de Charles-Louis Philippe. Le premier tome (suivi de cinq autres plus un index par Fasquelle 1903 à 1911) de l'Histoire de l'Affaire Dreyfus de Joseph Reinach (1901) a été publié par la revue.
Elle disparaît en mai 1903 après avoir publié 237 numéros. Jean Finot rachète le titre.

## Citation
« La Revue blanche, dont l'aventure n'a guère duré plus de dix ans, a joué en France un rôle-charnière essentiel. La plupart des écrivains, peintres, musiciens, hommes politiques, intellectuels les plus marquants de la fin du XIXe et du début du XXe siècle y ont collaboré ou l'ont côtoyée. Créée, financée et dirigée par les trois frères Natanson, jeunes Juifs polonais, avec la complicité enthousiaste de leurs condisciples du lycée Condorcet, La Revue blanche devient vite un lieu de débat sur tous les sujets qui agitent la France. Elle mène des combats politiques sous l'impulsion d'anarchistes comme Fénéon, Mirbeau ; de socialistes, tels Blum, G. Moch, Péguy ; de dreyfusards et de fondateurs de la Ligue des droits de l'homme, comme Reinach et Pressensé. En témoignent ses campagnes dénonçant le génocide arménien, les dérives coloniales, la barbarie des interventions, européenne en Chine, anglaise en Afrique du Sud, et la diffusion des pamphlets de Tolstoï, Thoreau, Nietzsche, Stirner… Elle promeut les peintres nabis, les néo-impressionnistes et l'Art nouveau, anticipe le fauvisme, le futurisme et les arts premiers. Toulouse-Lautrec, Bonnard, Vuillard, Vallotton, Hermann-Paul, Cappiello illustrent les articles de la revue et les ouvrages publiés par ses Éditions. Après avoir soutenu fidèlement Mallarmé, La Revue blanche accueille Proust, Gide, Claudel, Jarry, Apollinaire qui y débutent, tandis qu'elle édite une nouvelle traduction des Mille et une nuits et Quo vadis ?, le premier best-seller du siècle. Elle salue l'innovation dramatique avec Antoine et Lugné-Poe, Ibsen, Strindberg et Tchékhov, sans oublier le triomphe de l'école française de musique avec Debussy. Humour et esprit de fête, liberté, engagement et créativité, pacifisme, laïcité, mondialisation sont les valeurs promues par cette génération emportée dans le sillage de La Revue blanche. Cet ouvrage illustré et nourri de nombreuses citations décrypte l'histoire de cette avant-garde, nous familiarise avec ses membres, ses réseaux, ses utopies et ses réalisations. Il donne la mesure de l'étape majeure alors franchie par la société française vers le modèle culturel et politique qui est le sien aujourd'hui. »
— Paul-Henri Bourrelier, La Revue blanche. Une génération dans l'engagement, 1890-1905.

## Principaux collaborateurs
- Guillaume Apollinaire
- Victor Barrucand
- Tristan Bernard
- Léon Blum
- Pierre Bonnard
- Louis-Pilate de Brinn’Gaubast
- Paul Claudel
- Romain Coolus
- Claude Debussy
- Maurice Delcourt
- Félix Fénéon
- Alfred Jarry
- André Gide
- Misia Godebska-Natanson (Misia Sert)
- Cipa Godebski
- Émile Gravelle
- Charles Henry
- Gustave Kahn
- Ernest La Jeunesse
- Laurence Jerrold
- Louis Lestelle
- Stéphane Mallarmé
- Octave Mirbeau
- Gaston Moch
- Lucien Muhlfeld
- Charles Péguy
- Charles-Louis Philippe
- Émile Pouget
- Marcel Proust
- Henri de Toulouse-Lautrec
- Achille Steens
- Félix Vallotton
- Pierre Veber
- Émile Verhaeren
- Paul Verlaine
- Zo d'Axa